# Cortes de Castilla-La Mancha
Die Abgeordnetenkammer von Kastilien-La Mancha (spanisch Cortes de Castilla-La Mancha) ist die Einkammergesetzgebung von Kastilien-La Mancha, einer autonomen Gemeinschaft Spaniens. Die Cortes bestehen aus 33 Abgeordneten.

## Wahlsystem
Die Abgeordneten werden für eine Amtszeit von vier Jahren nach einem proportionalen System gewählt, das die Vertretung in den verschiedenen Gebietszonen von Kastilien-La Mancha gewährleisten soll. Der Wahlkreis liegt auf der Ebene jeder Provinz, wobei den Provinzen ab 2015 die folgende Anzahl von Abgeordneten zugewiesen wird: Albacete, 6; Ciudad Real, 8; Cuenca, 5; Guadalajara, 5; und Toledo, 9. 
Gemäß Artikel 10 des Autonomiestatuts werden die Wahlen vom Präsidenten der Junta der Gemeinschaften nach dem Allgemeinen Wahlregime (Régimen Electoral General) am vierten Sonntag im Mai alle vier Jahre einberufen. Dies steht im Gegensatz zu den Autonomen Gemeinschaften des Baskenlandes, Kataloniens, Galiciens, Andalusiens und der valencianischen Gemeinschaft, wo der Präsident jederzeit die Möglichkeit hat, Wahlen einzuberufen.

## Zusammensetzung
Seit der Regionalwahl Kastilien-La Mancha 2015 bestehen die Cortes von Kastilien-La Mancha aus 16 Abgeordneten der konservativen Volkspartei, 15 der sozialdemokratischen PSOE und 2 der linken Podemos-Partei. Das Cortes befindet sich im ehemaligen Franziskanerkloster in Toledo, dem Convento de San Gil („San Gil Gebäude“).

## Liste der Präsidenten der Cortes von Castilla-La Mancha
I. Legislaturperiode: Francisco Javier de Irízar Ortega (1983–1987) 

II. Legislaturperiode: José Manuel Martínez Cenzano (1987–1991) 
 
III. Legislaturperiode: José María Barreda (1991–1995) 

IV. Legislaturperiode: José María Barreda (1995–1997) 

IV. Legislaturperiode: María Carmen Blázquez Martínez (1997–1999) 

V. Legislaturperiode: Antonio Marco Martínez (1999–2003) 

VI. Legislaturperiode: Fernando López Carrasco (2003–2007) 

VII. Legislaturperiode: Francisco Pardo Piqueras (2007–2011) 

VIII. Legislaturperiode: Vicente Tirado Ochoa (2011–2015) 

IX. Legislaturperiode: Gregorio Jesús Fernández Vaquero (2015–2019) 

X. Legislaturperiode: Pablo Bellido (2019–heute)